# Диктатура Гая Юлія Цезаря
Диктатура Гая Юлія Цезаря (49—44 до н. е.) — режим одноосібної влади Гая Юлія Цезаря у пізній Римській республіці. Розпочалася в січні 49 до н. е. з приходом проконсула Юлія Цезаря у Рим на чолі армії під час громадянської війни (49—45 до н. е.); її кінцем стало вбивство диктатора сенаторами-заколотниками на чолі з Гаєм Касієм та Марком Брутом 15 березня 44 до н. е.
Влада Цезаря спиралась на його армію, на десятки тисяч його ветеранів, які отримали землі в провінціях і в Італії, на підтримці вершників та на симпатіях плебеїв. Цезар усіляко намагався створити собі оточення, яке могло забезпечити йому відповідне правління диктатора та не допустити організації опозиції. Юридично влада Цезаря ґрунтувалась на принципах Сулли, як з точки зору «правових» основ диктатури, так і в значенні конкретного її оформлення.

## Передумови
Ще на початку політичної кар'єри Цезаря можна було вгледіти в його особистості харизму диктатора. Як скаже згодом Луцій Корнелій Сулла, що в одному Цезарі таїться багато Маріїв, маючи на увазі, що в Цезарі приховано достатньо сили для того, щоб встановити в своїх руках величезну владу, яка зможе утримати цілу Римську Імперію.
Цезар завжди прагнув імперської влади, адже ще навіть до перебування в Галлії, будучи квестором в Дальній Іспанії, в Гадесі(сучасний Кадіс), в храмі Геркулеса, подивившись на статую Великого Александра, він засмутився тому, що Александр в його віці вже підкорив світ, а він не зробив ще нічого визначного.
Політична діяльність Цезаря розпочалася з утворення першого тріумвірату. Щоб протистояти силам сенатської аристократії три найбільш сильні постаті в тодішньому римському суспільстві — Гай Юлій Цезар, Гней Помпей і Марк Ліциній Красс у 59 р. до Р. Х., були вимушені об'єднатися. Це було компромісне об'єднання людей, які за допомогою одне одного, хотіли втілити власні амбіції і перспективи на владу. Після смерті Красса у Сирії, альянс розпався, що дало поштовх вже назріваючій затятій конкуренції між Цезарем та Помпеєм, а це подалі вилилось у вигляді довготривалих громадянських війн. Саме під час цих воєн Цезар зміг проявити себе як талановитий полководець, зумівши протистояти супернику із набагато більшими військовими силами. Цезар зумів захопити державну казну, переманити на свій бік багатьох помпеянців і залучитися значною підтримкою народу. Маючи дисциплінованих загартованих війнами воїнів він переконливо перемагав в одній битві за іншою, допустивши поразки лише в битві при Діррахієм. Проте вже в битві Фарсалі, війська Цезаря змусили Помпея і його прибічників тікати до Африки, у Єгипет, де Помпея з метою політичної вигоди вбивають радники єгипетського царя і передають його Цезарю. Після смерті Помпея у 48 році війни не закінчуються, а навпаки набирають своїх обертів. Такі події і стали передумовами диктатури Цезаря.

## Становлення диктатури
Прихід Цезаря до влади не був легким, протидіючи оптиматам, він мав багато ворогів в сенаті, із яких одним найбільш затятим був Марк Порцій Катон. Це був палкий прихильник республіки, мав аристократичне походження, брав участь у придушенні змови Катіліни і неодноразово виступав проти Цезаря у сенаті, залишався його опозиціонером аж до своєї смерті.
Серед противників Цезаря також був Марк Клавдій Марцелл, що знаходився на посаді консула з 51 року до н. е. і, будучи другом Катона та прибічником Помпея, проявив себе неподатливим противником Цезаря.
Гай Скрибоній Куріон — відомий більше, як прибічник Цезаря, проте у 60 роках до н. е. був його опонентом. Це ще один непересічний чоловік, що спочатку виступав проти Цезаря, а потім своєю зухвалістю і ексцентричністю, досягнув його прихильності та грошей, після чого, завдяки різним інтригам і при підтримці плебсу, допоміг Цезарю розгорнути війни.
Проте не тільки велика кількість конкурентів заважала Цезарю, адже його самого не раз було запідозрено у зговорі проти сенату. Його навіть звинувачували у змові Катіліни, проте все ж таки, з допомогою Цицерона його було виправдано. Зрештою, саме в період придушення цієї змови, йому було надано посаду претора, що і дозволило здобути йому військові звитяги і посягнути на верховну владу в Римі.
У жовтні 49 року до н. е., вже після переходу річки Рубікон та після перемоги при Ілерді, Цезар перший раз став диктатором. Це було умовне призначення, що несло суто республіканський характер. Друге призначення диктатором було у 48 році до н. е. після битви при Ферсалі. Того ж року окрім диктаторства йому було надано — tribumcia potestas — пожиттєву трибунську владу.
Слідуючи за Помпеєм, Цезар потрапив у Єгипет, проте після смерті противника він не одразу повернувся до Риму. У Єгипті на 9 місяців його затримала міжусобна боротьба Клеопатри VII і Птолемея XIII. В цей час у Римі його вороги не втрачали свого часу і згуртовували свої сили для того, щоб знову завдати удару. Проте, залишений Цезарем заступником, Марк Антоній намагався всіляко впорядковувати справи, та придушувати повстання, що виникали через заборгованість різних прошарків римського населення. Зрештою, щоб не опинитись в оточенні одних ворогів та погасити соціальну напругу Цезар був змушений повернутися в Рим.
Після повернення з Єгипту він блискавично швидко переміг боспорського царя Фарнака II, який намагався відновити Понтійське царство, а також протистояв помпеянцям на чолі з Сципіоном, неподалік міста Тапс. І вже влітку 46 року до н. е. Цезар гучно відсвяткував 4 тріумфи — на честь своїх перемог у гальських завоюваннях, александрійській війні, понтійській війні та африканській кампанії. Цього ж року, через деякий час, Цезаря було проголошено диктатором на термін 10 років, що було вперше, адже до того, на цю посаду призначали лише на півроку.
У березні 45 року до н. е. відбулася вирішальна битва при Мунді, що поклала край громадянським війнам. Проте для Цезаря вона була найскладнішою, адже йому довелося боротися з синами Помпея Секстом та Гнеєм, а також Тітом Лабієном, колишнім своїм прибічником, який його зрадив і, зібравши сили у вигляді приблизно 8-9 легіонів, виступив на боці помпеянців. Як скаже сам Цезар, що коли в попередніх битвах він боровся за перемогу, то в битві при Мунді він боровся за власне життя. Як би там не було, та Цезар переміг і цього разу, відзначивши вже п'ятий тріумф — іспанський. І цього ж самого 45 року до н. е. він отримав — dictator perpetuus — довічну диктаторську владу, ставши необмеженим у своїй компетенції одноосібним правителем Середземномор'я.
Важливою складовою успіху Цезаря була його армія. Та це й не дивно, адже йому служило сильне військо, в якому Цезар мав неабиякий авторитет. До своїх воїнів він ставився з надзвичайною повагою і терпимістю, караючи лише бунтівників та втікачів. Завжди в бою він був на рівні із своїми легіонерами і вирізнявся особливою витривалістю та мужністю. Транквіл пише, що важко сказати чого було більше в його військовій тактиці — сміливості чи обережності, адже в битви він вступав тільки все добре розрахувавши і продумавши все до останньої дрібниці. Цим всім він добився від своїх воїнів надзвичайної вірності та відваги, що ті могли працювати без платні, харчуючись лише одним хлібом з кореня трави, а у випадках, коли вони провинились, вони самі вимагали покарань. Його військо було його справжньою опорою та підтримкою, що забезпечило його шлях до встановлення диктаури.
Після тріумфу в 45 році до н. е. відбулося фактичне встановлення монархічної влади. З отриманням довічної диктатури він став імператором. Відтепер частинка «імператор» постійно вживалась поряд з його іменем і званням — imperator Caius Julius Caesar. Він отримав право на необмежену владу над провінціями. Важливою перевагою також було отримане ним від сенату і народу право рекомендації кандидатів на магістратські посади. Таким чином вибори на посади перетворилися в призначення, продиктоване всемогутнім правителем.
Окрім того, його особа вважалась священною та недоторканою. Sacrosanctus — це звання означало, що він перебував під особливим покровительством богів. І тому Цезар мав право носити особливий одяг — червоний плащ та черевики, а ще лавровий вінок, все це відзначало його, як тріумфатора. До того ж, він мав спеціальне крісло з слонової кістки та з золотими прикрасами. Це були не просто пишні забаганки, цим усім він хотів впровадити ідею монархії в римське республіканське суспільство, привчити його до нової політичної реальності і імперської ідеології.
Ставши диктатором він одразу взявся реформувати державу. Впершу чергу він укріпив державні структури, реорганізував сенат, розширивши його, він включив до нього своїх прибічників. Таким чином із сенату, який до цього був йому загрозою, він зробив надійну та міцну опору своїй владі. Далі він вів активну провінційну політику, яка мала на меті більш органічне об'єднання центру Риму, Італії та численних провінцій, перетворення їх із дохідних маєтків на органічні частини Римської держави.
Окрім цього, він провів ряд важливих реформ, що значно поліпшило внутрішнє економічне, політичне та соціальне становище Риму(докладніше див. Гай Юлій Цезар). Він планував далі розширяти території та покращувати ситуації на кордонах імперії. Він хотів здійснити похід в Сирію, завоювати парфян, цим самим продовживши справу Красса. Також він планував нові будівництва храмів, театрів, бібліотек. Він проектував прориття Коринфського перешийка, розширення Остії, осушення Помптінськіх боліт, Фуцинського озера. Це все стояло на черзі і могло б втілитись в життя, якби не трагічна смерть в результаті підлої змови.

## Наслідки правління Цезаря
Диктатура Гая Юлія Цезаря внесла свої корективи в подальшу історію Римської держави. Насправді, форма республіки вже була застарілою для тодішніх суспільно-політичних реалій. Вона починала сама себе вичерпувати, імперія ж була новою сходинкою розвитку величної Середземноморської держави.
Цезар планував створення централізованих державних інститутів, особливої військової організації, нових соціальних структур, що виражали і підтримували нову монархію — Римську імперію. Звичайно, реформи Цезаря лише намітили шляхи формування основ імперії, її будівництво займе ще багато часу, але Цезар відчув і визначив загальний напрямок цього руху і тому може розглядатися як фундатор Римської імперії.